# Partito Comunista Siriano
Il Partito Comunista Siriano è stato un partito politico comunista siriano fondato da Khalid Bakdash nel 1944. Nel 1986 il Partito si è diviso in due: il Partito Comunista Siriano (Unificato) e il Partito Comunista Siriano (Bakdash). L'ideologia ufficiale del partito era il Marxismo-Leninismo. Il Partito appoggiava il Presidente Siriano Hafiz al-Assad.

## Segretari generali
- Khalid Bakdash (1944-1986)

## Risultati elettorali
| Anno | %     | Seggi |
| ---- | ----- | ----- |
| 1947 | 0,00% | 0     |
| 1949 | 0,00% | 0     |
| 1953 | 0,00% | 0     |
| 1954 | 0,70% | 1     |
| 1961 | 0,00% | 0     |
| 1973 | 4,30% | 8     |
| 1977 | 4,10% | 8     |
| 1981 | 0,00% | 0     |